# Sesso gentile
Sesso gentile (The Gentle Sex) è un film del 1943 diretto da Leslie Howard.

## Trama
Il film segue le storie di sette donne provenienti da diversi ambienti e arruolate nel Servizio Ausiliario Territoriale: Maggie Fraser, figlia di pescatori scozzesi; Anne Lawrence, figlia di un colonnello; Betty Miller,  fanciulla borghese che si allontana da casa per la prima volta; Dot Hopkins, vivace estetista; Erna Debruzki, rifugiata ceca; Joan Simpson, insegnante di danza; Gwen Hayden, cameriera londinese. Nonostante le differenze, le ragazze diventano amiche durante l'addestramento e vengono poi mandate a svolgere varie mansioni più o meno specializzate.

## Produzione
Sesso gentile è un film di propaganda britannico, realizzato durante la seconda guerra mondiale per promuovere l'immagine del Servizio Ausiliario Territoriale femminile. Nel 1942, a questo scopo, fu annunciato che la Two Cities Films avrebbe prodotto un film tratto da un soggetto di Moie Charles e intitolato We're Not Weeping, affidato alla regia di Adrian Brunel. La produzione, iniziata su piccola scala, divenne poi un progetto di grande respiro quando Filippo Del Giudice della Two Cities passò la regia a Leslie Howard. Adrian Brunel, nonostante la delusione, continuò a lavorare come assistente di Howard, di cui era amico sin da quando, negli anni Venti, avevano fondato insieme la Minerva Films.